# Sisymbrium berteroanum
Sisymbrium berteroanum är en korsblommig växtart som beskrevs av Rodolfo Amando Philippi. Sisymbrium berteroanum ingår i släktet gatsenaper, och familjen korsblommiga växter. Inga underarter finns listade i Catalogue of Life.